# Pfarrkirche St. Sigmund im Sellrain

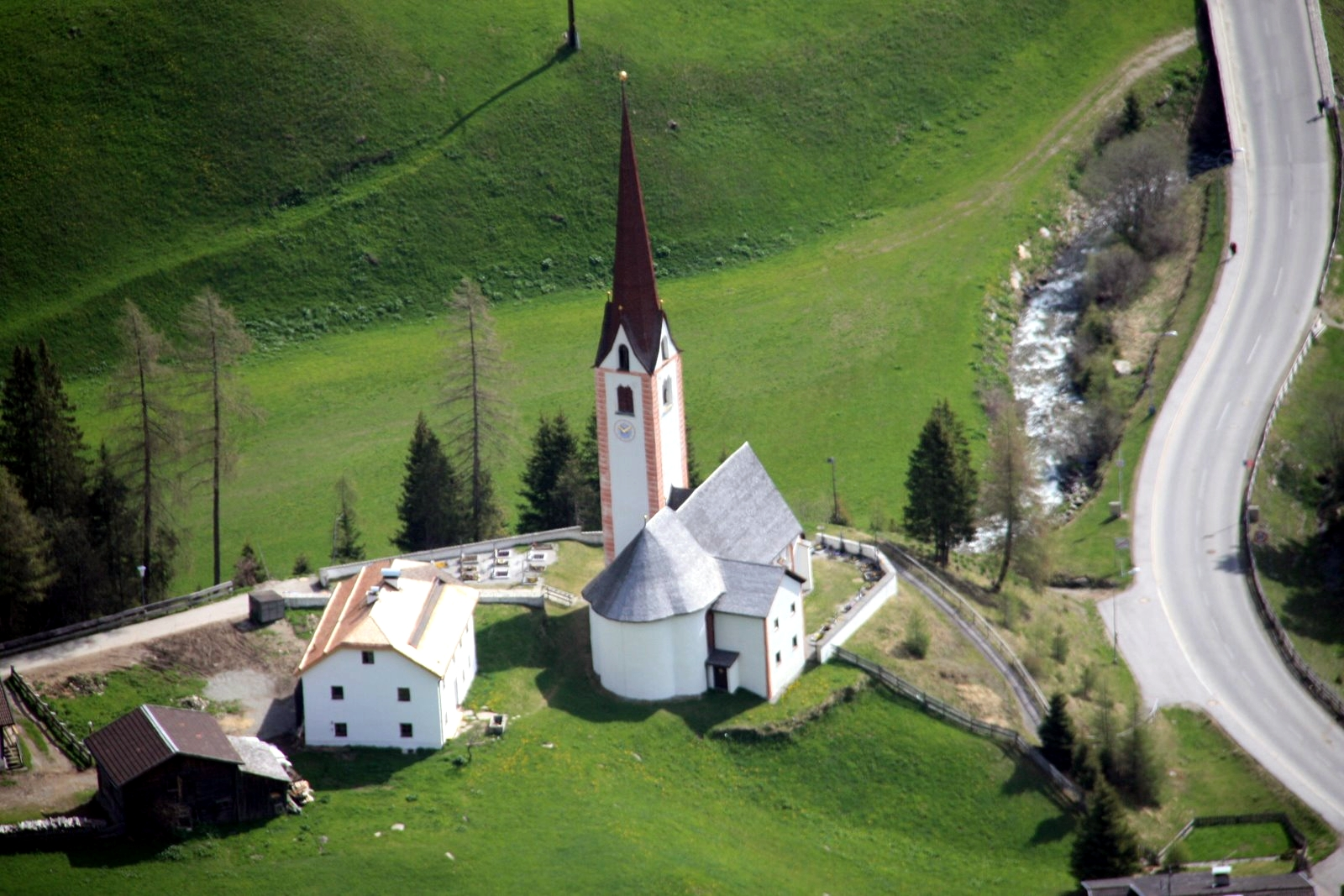
Katholische Pfarrkirche hl. Sigmund in St. Sigmund im Sellrain

Die römisch-katholische Pfarrkirche St. Sigmund im Sellrain steht in der Gemeinde St. Sigmund im Sellrain im Bezirk Innsbruck-Land im Bundesland Tirol. Die dem Patrozinium des hl. Sigmund unterstellte Pfarrkirche gehört zum Dekanat Wilten-Land in der Diözese Innsbruck. Die Kirche und der Friedhof stehen unter Denkmalschutz (Listeneintrag).

## Geschichte
Um 1130 wurde eine Holzkapelle genannt. Um 1350 bestand eine Wallfahrtskirchlein der Heiligen Maria, Fabian und Sebastian. Um 1490 erfolgte unter Herzog Sigmund ein Neubau. Die Kirche wurde bis 1730 vom Stift Wilten betreut, danach excurrendo von der Pfarrkirche Gries im Sellrain. 1840 Expositur, 1843 Kuratie. Die Kirche wurde 1891 zur Pfarrkirche erhoben. 1932 wurde die Kirche innen und 1960 außen restauriert.

## Architektur
Die Kirche bildet auf einer Hügelstufe mit dem Widum ein Bauensemble. Der spätgotische Kirchenbau mit einem barocken westlichen Chor ist ostseitig von einem Friedhof umgeben.
Nach der Empore gibt es nördlich ein spitzbogiges Portal in die sogenannte Urkirche der um 1350 genannten Wallfahrtskirche. Das kleine Langhaus über dem ursprünglich rechteckigem Grundriss hat ein Kreuzgratgewölbe, im Süden stehen der Turm und ein Langhauspfeiler der spätgotischen Kirche hinein.

## Ausstattung
Den spätbarocken Hochaltar schuf Lorenz Haider 1793.